# 山本実 (政治家)
山本 実（やまもと みのる、1952年〈昭和27年〉4月26日 - ）は、日本の政治家。兵庫県たつの市長（2期）。

## 来歴
兵庫県たつの市出身。兵庫県立龍野実業高等学校（現・兵庫県立龍野北高等学校）卒業後、龍野市役所に入庁。下水道部長や総務部長などを歴任した。また、龍野実業高校在学中よりサッカーを始め、現在は龍野フットボールクラブの代表を兼任しサッカー指導者として活動する他、西播磨サッカー協会やたつの市サッカー協会の理事長などを務めている。
2013年（平成25年）10月20日に行われたたつの市長選挙に出馬するが、新人で元兵庫県議会議員の栗原一に敗れ落選。2014年（平成26年）4月、たつの市議会議員に初当選。
2017年（平成29年）8月9日、任期満了に伴うたつの市長選挙に出馬する意向を表明。第48回衆議院議員総選挙の影響で市長選は1週間延期され、衆院選と同じ10月22日に実施された。自由民主党・公明党の推薦を受けた栗原との接戦を制し、初当選を果たした。11月13日、市長就任。
※当日有権者数：64,488人 最終投票率：56.49%（前回比：+1.75pts）
| 候補者名 | 年齢 | 所属党派 | 新旧別 | 得票数   | 得票率 | 推薦・支持             |
| -------- | ---- | -------- | ------ | -------- | ------ | ---------------------- |
| 山本実   | 65   | 無所属   | 新     | 17,909票 | 50.32% |                        |
| 栗原一   | 67   | 無所属   | 現     | 17,684票 | 49.68% | （推薦）自民党・公明党 |

2021年（令和3年）10月31日に行われた市長選挙で栗原を再び破り再選。
※当日有権者数：62,517人 最終投票率：61.27%（前回比：+4.78pts）
| 候補者名 | 年齢 | 所属党派 | 新旧別 | 得票数   | 得票率 | 推薦・支持 |
| -------- | ---- | -------- | ------ | -------- | ------ | ---------- |
| 山本実   | 69   | 無所属   | 現     | 21,855票 | 57.91% |            |
| 栗原一   | 71   | 無所属   | 元     | 15,883票 | 42.09% |            |